# Černovice (Ústí nad Labem)
Černovice é uma comuna checa localizada na região de Ústí nad Labem, distrito de Chomutov.